# Eugenesia nazi

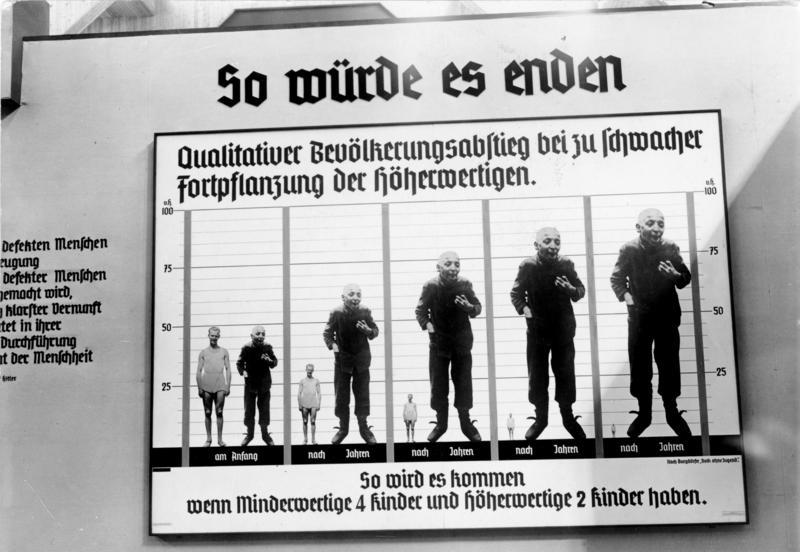
Cartel de la exposición eugenésica nazi "Wunder des Lebens" ('Milagros de la vida') de 1935 en la que se muestra una proyección demográfica sobre lo que pasaría (So würde es enden!, '¡Así terminaría!) si los "inferiores" (Minderwertige) tuvieran el doble de hijos (4 sobre 2) que los "superiores" (Höherwertige). De esta forma se justificaba la política eugenésica nazi.

La eugenesia nazi consistió en una serie de políticas que situaron a la «mejora de la raza» por medio de la eugenesia en el centro de sus preocupaciones. Estuvo dirigida a aquellos seres humanos que los nazis identificaron como una "vida indigna de ser vivida" (en alemán, Lebensunwertes Leben), incluyendo pero no limitada a los delincuentes, enfermos mentales, discapacitados, disidentes políticos, pedófilos, homosexuales, haraganes, dementes  y débiles[cita requerida], para la eliminación de la cadena hereditaria. 

## Antecedentes: la «higiene racial» en el Imperio Alemán y en la República de Weimar
Como una derivación del darwinismo social, en la última década del siglo XIX se afianzó entre ciertos sectores científicos y médicos del Imperio Alemán la idea eugenésica de que había que mejorar la «raza alemana» favoreciendo la reproducción de los «aptos» e impidiendo u obstaculizando la de los «no aptos» ―todos estos científicos y médicos estaban convencidos de que la herencia era el factor esencial en la determinación del carácter y la conducta de los seres humanos―. Uno de sus defensores fue Wilhelm Schallmayer, que sin embargo ni era antisemita ni creía en la superioridad de la raza «aria». Escribió un ensayo en el que abogaba por un enfoque eugenésico de la política social que recibió un premio en 1900 en un concurso organizado por el industrial Alfred Krupp. En él defendía, entre otras medidas, que no debían tratarse las enfermedades de los niños para que pudiera eliminarse a los «débiles» de la cadena de la herencia. Por su parte Alfred Ploetz, que sí que era antisemita y que consideraba que la cúspide de la evolución humana la habían alcanzado los alemanes, opinó que en caso de guerra se debería enviar al frente a los individuos «inferiores» para que fuesen los «no aptos» los primeros que muriesen. También defendía que en todo nacimiento debía de haber presente un equipo de médicos que decidiese si el recién nacido era «apto» para sobrevivir o se le debía eliminar ―además coincidió con Wilhelm Schallmayer en que las enfermedades de los niños no deberían tratarse―. En cuanto a la guerra Ploetz la consideraba una catástrofe eugenésica porque suponía la eliminación de los jóvenes más «valiosos» racialmente, por lo que sus discípulos crearon la pacifista «Liga Monista». En 1905 Ploetz y su cuñado Ernst Rüdin fundaron la Sociedad de Higiene Racial cuyas propuestas se extendieron entre los médicos y entre el personal de los servicios sociales.
La obra más influente, sin embargo, fue El enigma del mundo de Ernst Haeckel, declarado racista, publicada en 1899 y que se convirtió en un gran éxito de ventas. Haeckel defendía la aplicación de la pena de muerte a los criminales y la eliminación de los enfermos mentales mediante inyecciones letales y electrocución, en lo que coincidía con el darwinista Alexander Tille que abogaba abiertamente por la eliminación de los discapacitados físicos y psíquicos. Sin embargo, antes de la Gran Guerra estas ideas eugenésicas y de «higiene racial» tuvieron una escasa influencia en la políticas de los gobiernos, aunque se habían propagado en sectores como la medicina, los servicios sociales, la criminología y el derecho ―entre ellos se fue extendiendo el uso del término minderwertig, literalmente ‘sin valor’, para referirse a los individuos que se desviaban de la norma, como prostitutas, alcohólicos, rateros, vagos y demás―.
Las ideas de la «higiene racial» se propagaron durante la República de Weimar. Los médicos y trabajadores sociales empezaron a recopilar complejas fichas de los individuos «asociales», pues se convirtió en un dogma la creencia de que la herencia desempeñaba un papel no sólo en las deficiencias físicas y mentales sino también en el alcoholismo crónico, la pequeña delincuencia persistente y en la «estupidez moral», grupo en el que se incluía a las prostitutas ―incluso entre los reformadores penales liberales se extendió la idea de que gran número de los presos eran incorregibles debido principalmente a una degeneración hereditaria―. Por su parte la policía sometía a una constante vigilancia a los «criminales profesionales» y a los «delincuentes habituales» ―en Berlín el archivo de huellas dactilares superaba el medio millón de fichas― y los psicólogos empezaron a utilizar criterios biológicos a la hora de valorar la salud mental de los delincuentes convictos. En 1923 el médico Theodor Vierstein fundó el «Centro de Información Biológico-Criminal» para reunir información de todos los delincuentes conocidos y de sus familias y así identificar las cadenas hereditarias de las «anomalías» —Vierstein llegó a proponer la esterilización lo más rápidamente posible de «los enemigos de la raza, los enemigos de la sociedad»—. Asimismo en los medios judiciales se utilizaban con frecuencia términos como «gusano» o «peste» para describir a los delincuentes, lo que, según Richard J. Evans, «indicaba una forma biológica nueva de conceptualizar el orden social como una especie de cuerpo, del que había que eliminar parásitos dañinos y microorganismos extraños para que pudiese florecer».
Algunos médicos eugenistas se manifestaron a favor de la esterilización forzosa para impedir que los seres humanos «inferiores» se reprodujeran. Más lejos fueron el jurista Karl Binding y el psiquiatra forense Alfred Hoche que en un pequeño libro publicado en 1920 abogaron por la eliminación de las personas que llevaban una «vida indigna de la vida» (Vernichtung lebensunwerten Lebens) ―enfermos incurables y retrasados mentales― y que constituían una «existencia lastre» para la comunidad debido al alto coste que suponía cuidarlos y al gran número de camas de hospitales que ocupaban. Sin embargo, estas ideas fueron rechazadas por la inmensa mayoría de los médicos y los sucesivos gobiernos de la República de Weimar, comprometidos con la defensa de los derechos individuales, se negaron a aprobar la esterilización forzosa. La Iglesia católica en Alemania también desempeñó un importante papel en el rechazo de estas propuestas.
Sin embargo, a consecuencia del duro impacto que tuvo en Alemania la crisis de 1929 se empezó a cuestionar la enorme carga que representaba para los presupuestos de la República el gasto en asistencia social, y también aumentó el número de médicos y de trabajadores sociales que creían que la desviación social, la pobreza y la indigencia provenían de la degeneración racial de aquellos que la sufrían. Así, en 1932 la Asociación Médica Alemana pidió que se aprobara un ley de esterilización voluntaria. Por su parte psiquiatras y criminólogos también defendieron la esterilización de los «delincuentes habituales».

## Puntos de vista de Hitler sobre la eugenesia

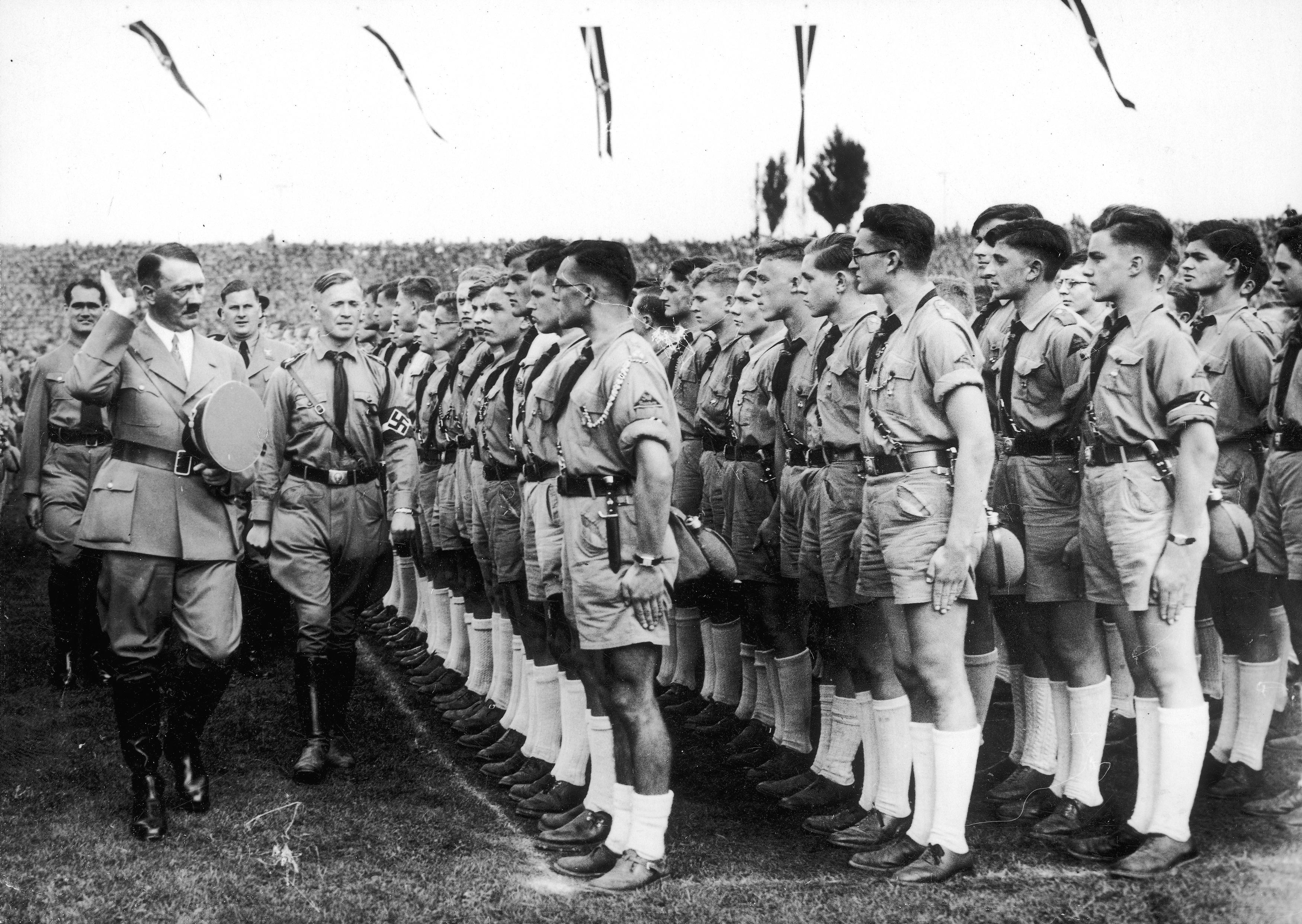
Adolf Hitler pasando revista a una unidad de las Juventudes Hitlerianas durante el Congreso del Partido Nazi en Núremberg de 1935. Sus miembros representaban el ideal racial nazi.

Adolf Hitler había leído algunos escritos sobre «higiene racial» durante su período de encarcelamiento en la prisión de Landsberg am Lech. A raíz de estas lecturas, o tal vez incluso antes, comenzó a considerar que Alemania y los alemanes solo podían ser fuertes de nuevo, si el Estado aplicaba a la sociedad alemana los principios básicos de la «higiene racial». Así, los elementos degenerados que habían debilitado a la nación alemana debían ser eliminados tan rápidamente como fuera posible.
Los conceptos de las ideas racistas de competencia que fundamentaron el darwinismo social fueron discutidos por científicos europeos y también en la prensa vienesa durante la década de 1920, pero la forma exacta como Hitler recogió estas ideas es incierta. En 1876, Ernst Haeckel discutió la política de infanticidio selectivo de la ciudad griega de Esparta. En su Segundo Libro, que se mantuvo inédito durante la Alemania Nazi, Hitler también elogió Esparta porque la consideraba el primer "Estado Völkisch". Apoyó lo que percibió como un tratamiento eugenésico de los niños «deformes»:

Esparta debe ser vista como el primer Estado Völkisch. La exposición de los enfermos, los débiles, los niños deformes, en definitiva, su destrucción, era más decente y en verdad mil veces más humana que la miserable locura de nuestro tiempo que preserva a los sujetos más patológicos y, de hecho, lo hace a cualquier precio; y, sin embargo, toma la vida de cientos de miles de niños sanos como consecuencia del control de la natalidad o por medio de abortos, para, posteriormente, engendrar una raza de degenerados cargados de enfermedades.

## Aplicación de las políticas eugenésicas: de la esterilización forzosa al exterminio

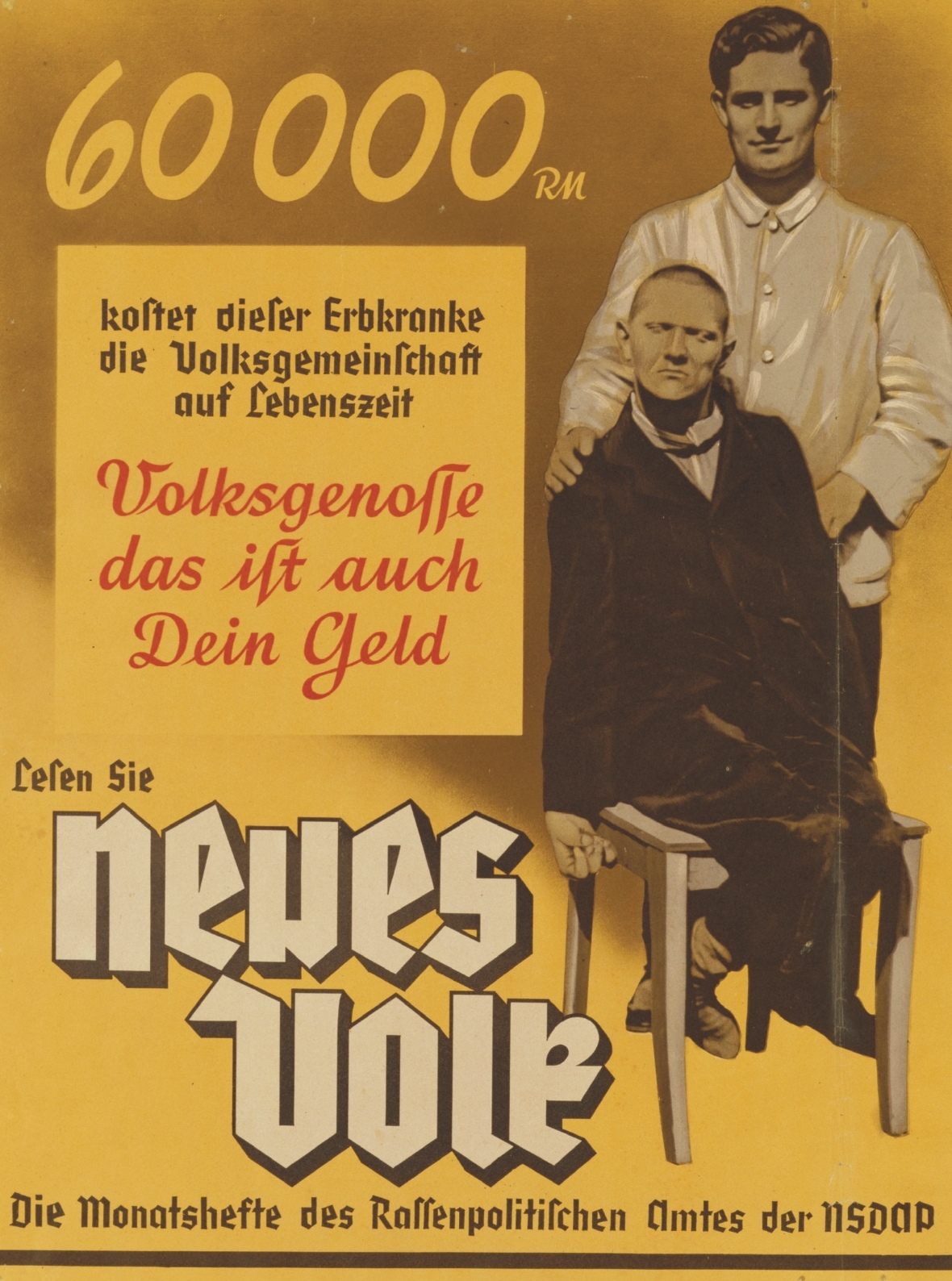
Cartel de 1937 de la revista mensual Neues Volk de la Oficina de Políticas Raciales del NSDAP que pretende justificar el exterminio de las personas discapacitadas. En él se dice: "Esta persona que padece una enfermedad hereditaria le cuesta a la comunidad nacional 60.000 Reichsmarks de por vida. Camarada, ese es tu dinero también".

La gran mayoría de los defensores de la «higiene racial» acogieron con entusiasmo el ascenso al poder de los nazis el 30 de enero de 1933 pues estaban convencidos de que por fin se aplicarían las políticas eugenésicas que ellos propugnaban. Alfred Ploetz, el líder del movimiento eugenésico alemán durante los cuarenta años anteriores, le escribió una carta a Hitler ofreciéndole todo su apoyo, a pesar de que tenía más de setenta años.
Poco después de alcanzar el poder, el nuevo ministro del Interior, el nazi Wilhelm Frick, se apresuró a anunciar que se reduciría el gasto público destinado a los «individuos inferiores y asociales, los enfermos, los deficientes mentales, los locos, los tullidos y los delincuentes». También anunció que a estos grupos se les iba a aplicar una política implacable de «erradicación y selección». La amenaza nazi se cumplió pocos meses después con la promulgación el 14 de julio de 1933 de la Ley para la prevención de la descendencia de las personas con enfermedades hereditarias (Gesetz zur Verhütung erbkranken Nachwuchses), también conocida como Ley de esterilización forzosa. La ley creaba unos Tribunales de Salud Hereditaria que eran los órganos encargados de decidir la esterilización forzosa de las personas que entraran en algunos de los supuestos de deficiencias hereditarias que contemplaba la propia ley. En total entre 1933 y 1939 fueron estilizadas en Alemania más de 360.000 personas ―400.000 hasta 1945―, la mayor parte de ellas pertenecientes a las clases más bajas pues en la mayoría de ocasiones, según Richard J. Evans, «las razones dadas para la esterilización se referían con más frecuencia a la desviación social que a una enfermedad hereditaria demostrable».
La política nazi de higiene racial culminó con las Leyes de Núremberg de 1935 que restringían los matrimonios con gente señalada como perteneciente a «razas inferiores» —los judíos—, a las que acompañaron otras medidas como la legalización del aborto por motivos eugenésicos (1935) y la implementación del Lebensborn para promover el nacimiento de gente de «raza aria», por medio de la provisión de buenos cuidados médicos y el acceso restringido de parejas a través de selecciones médicas que aplicaban criterios eugenésicos y raciales. Derivado de esas políticas médicas de higienización racista de la sociedad, también fue implementado un programa de exterminio de las personas discapacitadas denominado Aktion T4 que incluía la eliminación de gente estigmatizada como enfermos incurables, tarados, débiles, ancianos, niños deformes, etc. considerados un lastre para la sociedad. Así unas 275.000 personas con alguna discapacidad fueron asesinadas en la Aktion T4 y otros programas de asesinatos en masa, enmascarados bajo el término «eutanasia», derivados directamente de aquel. Esta política de «higiene racial» también tuvo como consecuencia el exterminio sistemático de millones de personas -por ejemplo, judíos, gitanos, homosexuales, etc.- llevado a cabo en los campos de concentración y exterminio, utilizando métodos como el gaseamiento que habían sido desarrollados e implementados previamente por los médicos durante el Aktion T4. Al principio se utilizó al mismo personal de este programa en los campos.

### Libros
- Aly, G. (1994). Cleansing the Fatherland : Nazi Medicine and Racial Hygiene. The Johns Hopkins University Press. ISBN 0-8018-4824-5
- Baumslag, N. (2005). Murderous Medicine : Nazi Doctors, Human Experimentation, and Typhus. Praeger Publishers. ISBN 0-275-98312-9
- Burleigh, M. (1991). The Racial State : Germany 1933-1945. Cambridge University Press. ISBN 0-521-39802-9
- Burleigh , M. (1994). Death and Deliverance : 'Euthanasia' in Germany, c.1900 to 1945. Cambridge University Press. ISBN 0-521-41613-2
- Ehrenreich, Eric. The Nazi Ancestral Proof: Genealogy, Racial Science, and the Final Solution. Bloomington, IN: Indiana University Press, 2007. ISBN 978-0-253-34945-3
- Evans, Richard J. (2005) [2003]. La llegada del Tercer Reich [The Coming of the Third Reich]. Barcelona: Península. ISBN 84-8307-664-0.
- Evans, Richard J. (2007) [2005]. El Tercer Reich en el poder, 1933-1939 [The Third Reich in Power 1933-1939]. Barcelona: Península. ISBN 978-84-8307-783-2.
- Friedlander, Henry (1995). The Origins of Nazi Genocide. From Euthanasia to the Final Solution. University of North Carolina Press. ISBN 0-8078-2208-6
- Kuhl, S. (2002). The Nazi Connection: Eugenics, American Racism, and German National Socialism Oxford University Press ISBN 0-19-514978-5
- Kuntz, D. (2006). Deadly Medicine: Creating the Master Race. The University of North Carolina Press. ISBN 0-8078-2916-1
- Lifton, R. (1986). THE NAZI DOCTORS : Medical Killing and the Psychology of Genocide. ISBN 0-465-04905-2
- Proctor, R. (2003). Racial Hygiene : Medicine Under the Nazis. Harvard University Press. ISBN 0-674-74578-7
- Spitz, V. (2005). Doctors from Hell : The Horrific Account of Nazi Experiments on Humans. Sentient Publications. ISBN 1-59181-032-9
- Weikart, R. (2006). From Darwin to Hitler: Evolutionary Ethics, Eugenics, And Racism in Germany. Palgrave Macmillan. ISBN 1-4039-7201-X
- Weindling, P.J. (2005). Nazi Medicine and the Nuremberg Trials : From Medical War Crimes to Informed Consent. Palgrave Macmillan. ISBN 1-4039-3911-X
- Weindling, P.J. et al. (1989). Health, Race and German Politics between National Unification and Nazism, 1870-1945. Cambridge University Press. ISBN 0-521-42397-X
- Weiss, Sheila (1987). Race Hygiene and National Efficiency: The Eugenics of Wilhelm Schallmayer. University of California Press.

### Artículos académicos
- Bachrach, S. (2004). "In the name of public health—Nazi racial hygiene". New England Journal of Medicine, 29 July 2004; 351: 417–420.
- Biddiss M. (1997). "Disease and dictatorship: the case of Hitler's Reich" Journal of Royal Society of Medicine, 1997 Jun; 90(6): 342-6.
- Cranach, M. (2003). "The killing of psychiatric patients in Nazi Germany between 1939-1945". The Israel Journal of Psychiatry and Related Sciences, 2003; 40(1): 8-18; discussion 19-28.
- Koenig, M., "Racism Within the Axis: Sexual Intercourse and Marriage Plans between Italians and Germans, 1940–3", Journal of Contemporary History, 54.3, 2019, pp. 508-526.
- Lerner, B. (1995). "Medicine and the Holocaust: Learning More of the Lessons" Annals of Internal Medicine, 15 May 1995; 122: 10: 793–794.
- Martin III, Matthew D., "The Dysfunctional Progeny of Eugenics: Autonomy Gone AWOL", Cardozo Journal of International Law, Vol. 15, No. 2, Fall 2007, pp. 371-421, ISSN 1069-3181.
- O'Mathúna, D. (2006). "Human dignity in the Nazi era: implications for contemporary bioethics". BioMed Central, 2006 Mar 14;7(1):E2.
- Sofair, A. (2000). "Eugenic sterilization and a qualified Nazi analogy: the United States and Germany, 1930-1945". National Center for Biotechnology Information 2000 Feb 15; 132(4): 312-9.
- Strous, R. D. (2006). "Nazi Euthanasia of the Mentally Ill at Hadamar". American Journal of Psychiatry, January 2006; 163: 27.
- Weigmann, K. (2001). "The role of biologists in Nazi atrocities: lessons for today’s scientists". European Molecular Biology Organization, 15 October 2001; 2(10): 871–875.
- "Eugenical Sterilization in Germany" Eugenical News 1933, Cold Spring Harbor Laboratory; vol.18:5.

## Videos
- Burleigh, M. (1991). Selling Murder: The Killing Films of the Third Reich. Londres: Domino Films.
- Michalczyk, J.J. (1997). Nazi Medicine: In The Shadow Of The Reich. Nueva York: First-Run Features.